# Нествед (футбольний клуб)
«Нествед БК» (дан. Næstved Boldklub A/S) — данський футбольний клуб з однойменного міста. Заснований 1939 року як «Нествед ІФ».

## Досягнення
Суперліга:
- Віце-чемпіон (2): 1980, 1988

Кубок Данії:
- Фіналіст (1): 1994